# Philaenus parallelus
Philaenus parallelus is een halfvleugelig insect uit de familie Aphrophoridae. De wetenschappelijke naam van deze soort is voor het eerst geldig gepubliceerd in 1918 door Stearns.